# Nguyễn Phúc Miên Uyển
Nguyễn Phúc Miên Uyển (chữ Hán: 阮福綿宛; 12 tháng 2 năm 1833 – 30 tháng 11 năm 1893), tước phong Quảng Hóa Quận công (廣化郡公), là một hoàng tử con vua Minh Mạng nhà Nguyễn trong lịch sử Việt Nam.

## Tiểu sử
Hoàng tử Miên Uyển sinh ngày 23 tháng 12 (âm lịch) năm Nhâm Thìn (năm dương lịch là 1833), là con trai thứ 60 của vua Minh Mạng, mẹ là Nhất giai Hiền phi Ngô Thị Chính. Ông là con út của bà Hiền phi. Khi còn là hoàng tử, ông là người có học hạnh.
Năm Minh Mạng thứ 21 (1840), ông được vua phong làm Quảng Hóa Quận công (廣化郡公) khi mới có 8 tuổi. Điều này cho thấy sự ưu ái vượt bậc của vua Minh Mạng dành cho những người con của bà Hiền phi, sủng phi của vua (thường thì các hoàng tử từ 15 tuổi trở lên mới được phong tước lần đầu).
Cũng trong năm đó, vua cho đúc các con thú bằng vàng để ban thưởng cho các hoàng thân anh em, các hoàng tử công và hoàng tử chưa được phong tước. Quận công Miên Uyển được ban cho một con kỳ lân bằng vàng nặng 8 lạng 9 đồng cân và một con voi bằng vàng nặng 10 lạng 2 đồng cân.
Năm Thành Thái thứ 5, Quý Tỵ (1893), ngày 23 tháng 10 (âm lịch), quận công Miên Uyển mất, thọ 61 tuổi, thụy là Cung Lượng (恭亮). Mộ của ông được táng tại Nguyệt Biều (nay là một phần của phường Thủy Biều, Huế), còn phủ thờ dựng ở xã Phú Xuân thuộc Hương Trà. Hiện nay, quận công Miên Uyển đang được thờ ở phủ thờ của người anh ruột là Hòa Quốc công Miên Quân tại vùng Long Thọ, phường Thủy Biều, Huế.
Quận công Miên Uyển có hai con trai và bảy con gái. Ông được ban cho bộ chữ Tẩu (走) để đặt tên cho các con cháu trong phòng.

## Trong văn hoá đại chúng
| Năm  | Tác Phẩm        | Diễn Viên | Nhân Vật               |
| 2020 | 《Phượng khấu》 | Huy Huỳnh | Nguyễn Phước Miên Uyển |